# Open Charge Point Protocol
Open Charge Point Protocol (acrònim anglès OCPP, protocol obert de punt de càrrega) és un protocol de comunicacions adreçat a controlar les estacions de càrrega de vehicles elèctrics (EV). L'OCPP especifica les comunicacions entre l'estació de càrrega i el sistema de gestió central, i té com a objectiu compatibilitzar les estacions de recàrrega de diferents fabricants perque es puguin entendre entre elles. L'OCPP és una iniciativa de la fundació E-Laad dels Països Baixos.

## Prestacions
- Operativa de càrrega activada tan localment com remotament.
- Mesura de l'energia elèctrica consumida.
- Gestió de l'autorització d'usuaris.
- Actualització de programari i microprogramari remotament.
- Gestió remota d'estatus i diagnosi.

## Versions
| Versió | Data | Tecnologia                       |
| ------ | ---- | -------------------------------- |
| 1.5    | 2013 | SOAP sobre HTTP                  |
| 1.6    | 2015 | 1.5 + JSON                       |
| 2.0    | 2017 | 1.6 + IEC 15118, Bluetooth, RFID |